# توني آبرو
توني آبرو هو لاعب كرة قاعدة دومينيكاني، ولد في 13 نوفمبر 1984 في بويرتو بلاتا في جمهورية الدومينيكان.

## وصلات خارجية
- توني آبرو على موقع دوري كرة القاعدة الرئيسي (الإنجليزية)
- توني آبرو على موقعبيزبول رفرنس.كوم (الدوري الرئيسي) (الإنجليزية)
- توني آبرو على موقعبيزبول رفرنس.كوم (الدوري الثانوي) (الإنجليزية)
- توني آبرو على موقع إي إس بي إن.كوم (أم.أل.بي) (الإنجليزية)
- توني آبرو على موقع مشجعي الرسوم البيانية (الإنجليزية)